# Oldfield Thomas
Michael Rogers Oldfield Thomas, född 21 februari 1858, död 16 juni 1929, var en brittisk zoolog.
Thomas arbetade på Londons Natural History Museum och beskrev omkring 2000 arter och underarter av däggdjur för första gången.
Han började på museet 1876 och flyttade 1878 till den zoologiska avdelningen. 1891 gifte han sig med en rik änka. Med hennes finansiella medel köpte han flera zoologiska föremål till museet och började beskriva dem.